# Victoire L'or Ngon Ntame
Victoire L'or Ngon Ntame (née le 31 décembre 1985) est une joueuse camerounaise de volley-ball féminin. Elle est membre de l'équipe du Cameroun de volley-ball féminin, au poste d’ailier. 
Elle fait partie de l'équipe nationale du Cameroun au Championnat du monde de volley-ball féminin 2014 en Italie et aux Jeux olympiques de 2016 à Rio de Janeiro,. Elle remporte la médaille d'or lors du Championnat d'Afrique de volley-ball féminin 2017.
Elle participe ensuite avec son équipe au Championnat du monde féminin de volley-ball 2018,.

## Carrière en clubs
- INJS Yaoundé (2014-2016)

## Palmarès
- Médaille d'or au Championnat d'Afrique de volley-ball féminin 2017